# Dmitrovskaja (station MTsD)
Dmitrovskaja (Russisch: Дмитровская uitspraakⓘ) is een halte van de D2 in Moskou die in 1964 werd geopend. 

## Ligging en inrichting
Het station heeft twee zijperrons op een spoordijk parallel tussen de Dmitrovski projezd en de 2e Goetorskajastraat. Beide perrons zijn toegankelijk aan de oostzijde bij de Dmitrovskoje snelweg, de Boetyrskaja Oelitsa en metrostation Dmitrovskaja. Het zuidelijke perron, waar de treinen richting het centrum stoppen, kent aan de westkant nog een toegang aan de Kostjakova Oelitsa. Reizigers die van perron willen wisselen moeten hiervoor buiten de OV-poortjes het spoor kruisen onder de bruggen aan weerszijden van het station. In het kader van de uitbouw van het stadsgewestelijk net is het de bedoeling om een nieuw station aan de oostkant van de Boetyrskaja Oelitsa te bouwen. Dit station krijgt dan ook perrons aan de D1 naar het noorden en het is de bedoeling dat er dan ook een inpandige overstap met het metrostation wordt gerealiseerd.

## Reizigersdienst
Het station wordt bediend door lijn D2 van het stadsgewestelijk net dat het station via de Aleksejevskajalijn verbindt met Marina Rosjtsja en Koerskaja en bestemmingen verder naar het zuiden richting Koersk. De rit naar  Rizjskaja kost 7 minuten, al is dat station tijdelijk gesloten, de perrons van de D2 daar zijn wel in gebruik.